# Forstenrieder Kruzifix

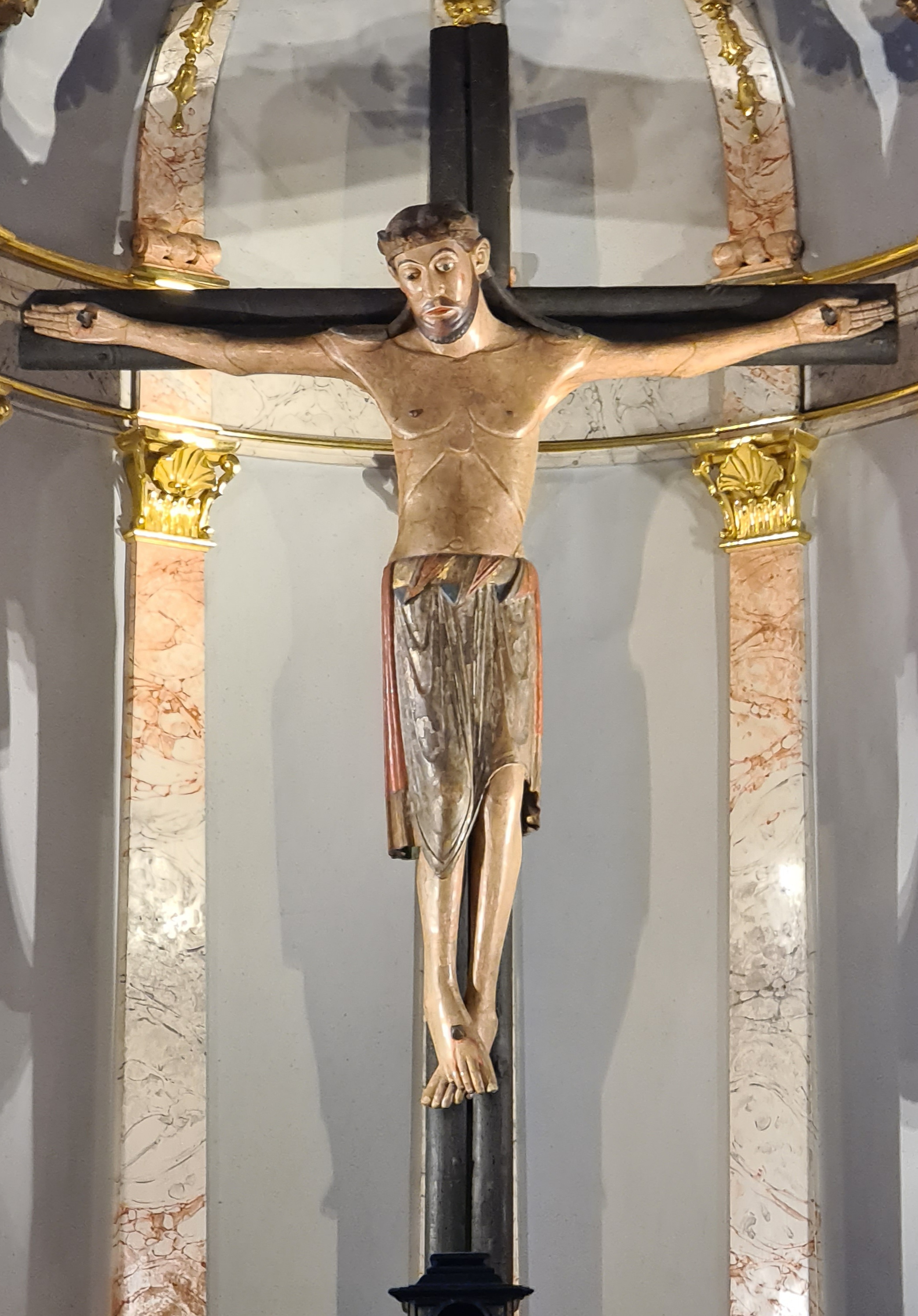
Das Forstenrieder Kreuz im Hochaltar von Heilig Kreuz

Das Forstenrieder Kruzifix oder Forstenrieder Kreuz ist ein Kruzifix aus der Zeit der späten Romanik. Es befindet sich im Altaraufsatz des Hochaltars der Kirche Heilig Kreuz in Forstenried, einem Stadtteil von München.

## Geschichte

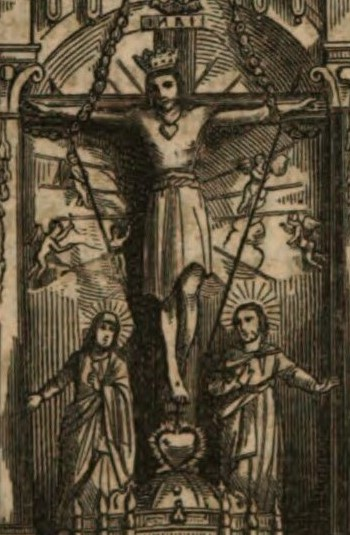
Forstenrieder Kreuz mit Maria und Johannes 1857

Die Entstehungszeit des Kruzifixes lässt sich nicht genau bestimmen. Es gehört zu den frühesten Dreinagelkreuzen im deutschen Sprachraum. Ging man ursprünglich von einer Entstehung im dritten Viertel des 12. Jahrhunderts aus, datierte man es später auf die Zeit um 1200. Mittlerweile wird die Entstehung des Kreuzes auf etwa 1210–1220 angesetzt. Als Entstehungsort wird Süddeutschland angenommen.
Vermutlich gegen Ende des 14. Jahrhunderts kam das Kreuz nach Forstenried. Es galt als wundertätig und zog bald zahlreiche Pilger an. So wurde das Bauerndorf Forstenried zu einem Wallfahrtsort. Für die steigende Zahl von Pilgern wurde im frühen 15. Jahrhundert ein neues, größeres Kirchengebäude im Stil der Spätgotik errichtet. Einen weiteren Aufschwung erlebte die Wallfahrt zu Beginn des 17. Jahrhunderts. Das führte zu einer umfassenden Umgestaltung des Kircheninneren im Stil des Barock.
Zahlreiche Gebetserhörungen wurden dem Kruzifix zugeschrieben. So werden allein in zwei Büchern aus dem Pfarrarchiv, die die Jahre 1604 bis 1674 umfassen, über 2000 Gebetserhörungen berichtet. 1619 wurde die Heilig-Kreuz-Bruderschaft Forstenried gegründet. Ihre Mitglieder kamen einmal im Monat zu einem eigenen Gottesdienst zusammen. Weil die meisten Mitglieder der Bruderschaft in München wohnten, fand ein Teil dieser Gottesdienste dort statt, zunächst in der Salvatorkirche und ab 1642 in der Michaelskirche. Als 1775 ein durch Blitzschlag verursachter Brand durch starken Wind auf das ganze Dorf überzugreifen drohte, wurde das Kruzifix aus der Kirche geholt und zur Brandstelle gebracht. Das Dorf blieb verschont, nur zwei Häuser brannten ab.
Der allgemeinen Verehrung des Kruzifixes als wundertätig ist es zu verdanken, dass es bei der Barockisierung der Kirche nicht wie die frühere Ausstattung vieler anderer barockisierter Kirchen verschwand, sondern erhalten blieb. Es wurde im Altaraufsatz des barocken Hochaltars aufgestellt. Der Gekreuzigte trug eine vergoldete Krone aus Silber. Auf seiner Brust hing ein ebenfalls vergoldetes Herz aus Silber. Unter dem Kreuz standen Figuren von Maria und Johannes, die mit dem Kruzifix zusammen eine Kreuzigungsgruppe bildeten. Ergänzt wurde diese Gruppe durch Figuren des Apostels Bartholomäus, des ursprünglichen Kirchenpatrons, und der heiligen Helena, der Auffinderin des Heiligen Kreuzes, die vor den Säulen des Altaraufsatzes standen.
Um 1850 wurde das Kruzifix in braunem Holzton übermalt. 1947 wurde es grundlegend restauriert. Dabei wurde auch die ursprüngliche Fassung wieder freigelegt. Die barocke Silberkrone und das Silberherz wurden weggelassen. Auch die qualitativ mittelmäßigen Assistenzfiguren von Maria und Johannes wurden entfernt und stattdessen die Figuren von Bartholomäus und Helena unter das Kruzifix gestellt. Bei der jüngsten Restaurierung der Kirche wurden auch diese Figuren entfernt, um das Kruzifix alleine besser zur Geltung kommen zu lassen.

## Legenden
Der Legende nach wurde das Kruzifix um 1170 bis 1180 von Bruder Albanus im Kloster Seeon geschnitzt und in der Kapelle der Burg Andechs aufgestellt. Nach der Zerstörung der Burg wurde es in die St.-Martins-Kirche in Erling überführt und sollte 1229 von da aus nach Kloster Seeon zurückgebracht werden. Unterwegs blieben die Pferde, die den Karren zogen, bei Forstenried stehen und waren nicht mehr von der Stelle zu bringen. Das Kruzifix wurde in die Bartholomäuskapelle, den Vorgängerbau der Kirche Heilig Kreuz, gebracht und verblieb seitdem in Forstenried.
Während seiner Zeit auf der Burg Andechs soll das Kruzifix drei Wunder vollbracht haben:
- Agnes, der Tochter des Grafen Berthold IV. und Schwester der heiligen Hedwig, soll das Kruzifix vorhergesagt haben, dass sie Königin von Frankreich werde. Sie solle das Kruzifix dann mit der in Frankreich aufbewahrten Dornenkrone krönen. Nach ihrer Vermählung mit König Philipp II. habe Agnes einen Teil der Dornenkrone nach Andechs bringen lassen.
- Mechthild, Gräfin von Görz, einer Schwester Bertholds IV., die an einer schweren Krankheit litt, soll das Kruzifix im Traum versprochen haben, sie zu heilen. Mechthild habe daraufhin ein Gelübde abgelegt, das Kruzifix mit einer Goldkrone zu krönen, wenn sie gesund werden würde. Nach ihrer Genesung sei sie zur Burg Andechs gereist und habe ihr Gelübde erfüllt.
- Heinrich, der Sohn und Nachfolger Bertholds IV., soll gesehen haben, wie das Kruzifix acht Tage lang Blut geschwitzt habe. Das sei als Vorzeichen der baldigen Zerstörung der Burg angesehen worden.

Diese Legende stützt sich im Wesentlichen auf die geschichtlichen Einträge im Andechser Missale, die jedoch mittlerweile als nachträglich eingetragene Fälschungen aus dem späten 14. Jahrhundert angesehen werden.

## Beschreibung

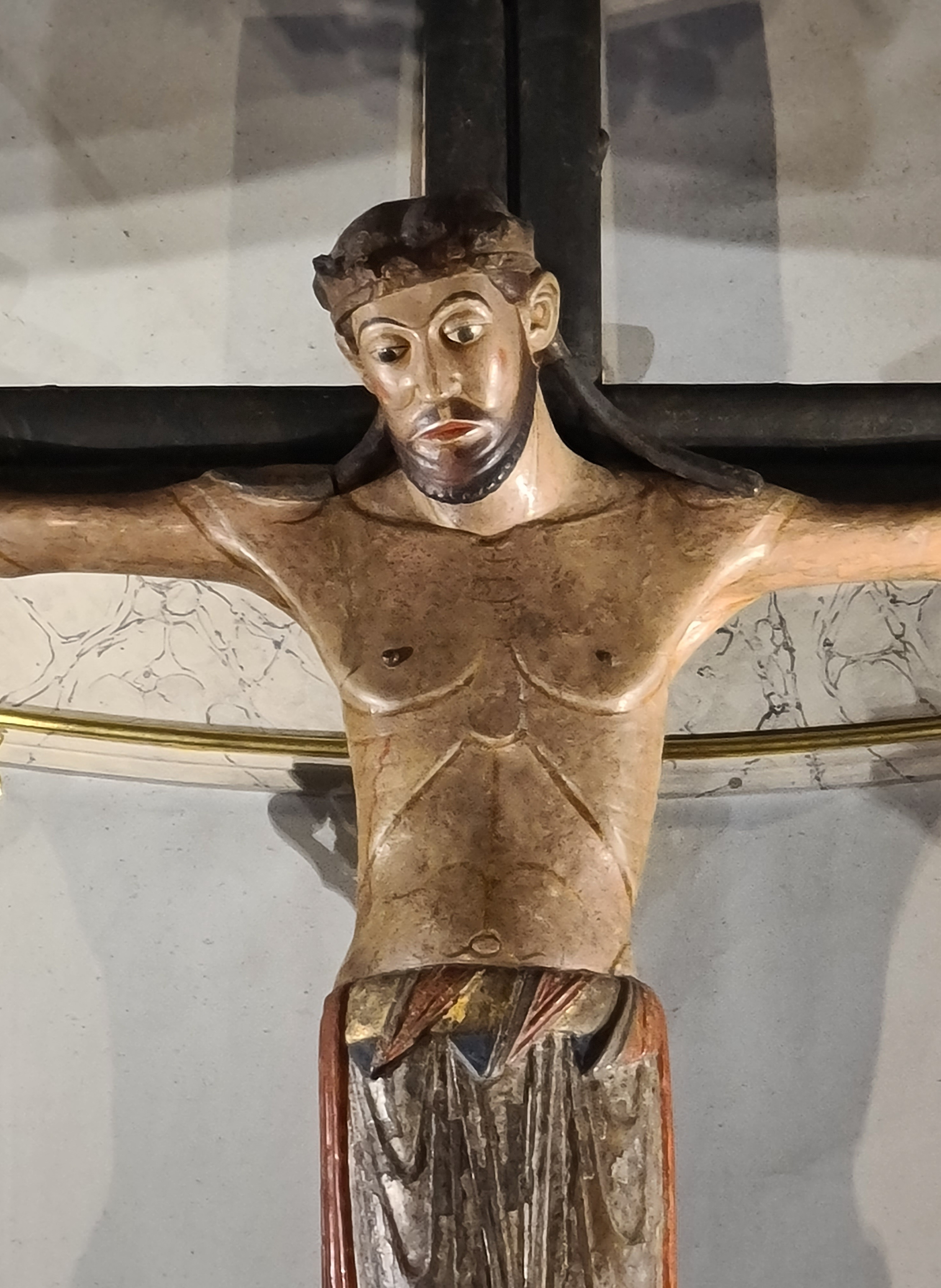
Detailansicht

Das Kruzifix zeigt Jesus, der als König mit weit geöffneten Augen am Kreuz hängt. Der aus Holz geschnitzte Korpus ist 1,79 Meter groß und hat mit den ausgebreiteten Armen eine Spannweite von 1,66 Meter. Die Haare werden von einer Krone zusammengehalten. Zwei Haarsträhnen fallen auf die Schultern. Die beiden Füße sind übereinandergelegt und mit einem einzigen Nagel an das Kreuz geheftet (sogenanntes Dreinagelkruzifix). Das Lendentuch wird von einem breiten Gürtel zusammengehalten.
Mund, Wangen, Augen und Augenbrauen sowie das Lendentuch sind farbig gefasst. Kleinere Farbstriche zeigen Blutspuren an Seitenwunde, Händen und Füßen und deuten Muskulatur an.

## Nachbildungen

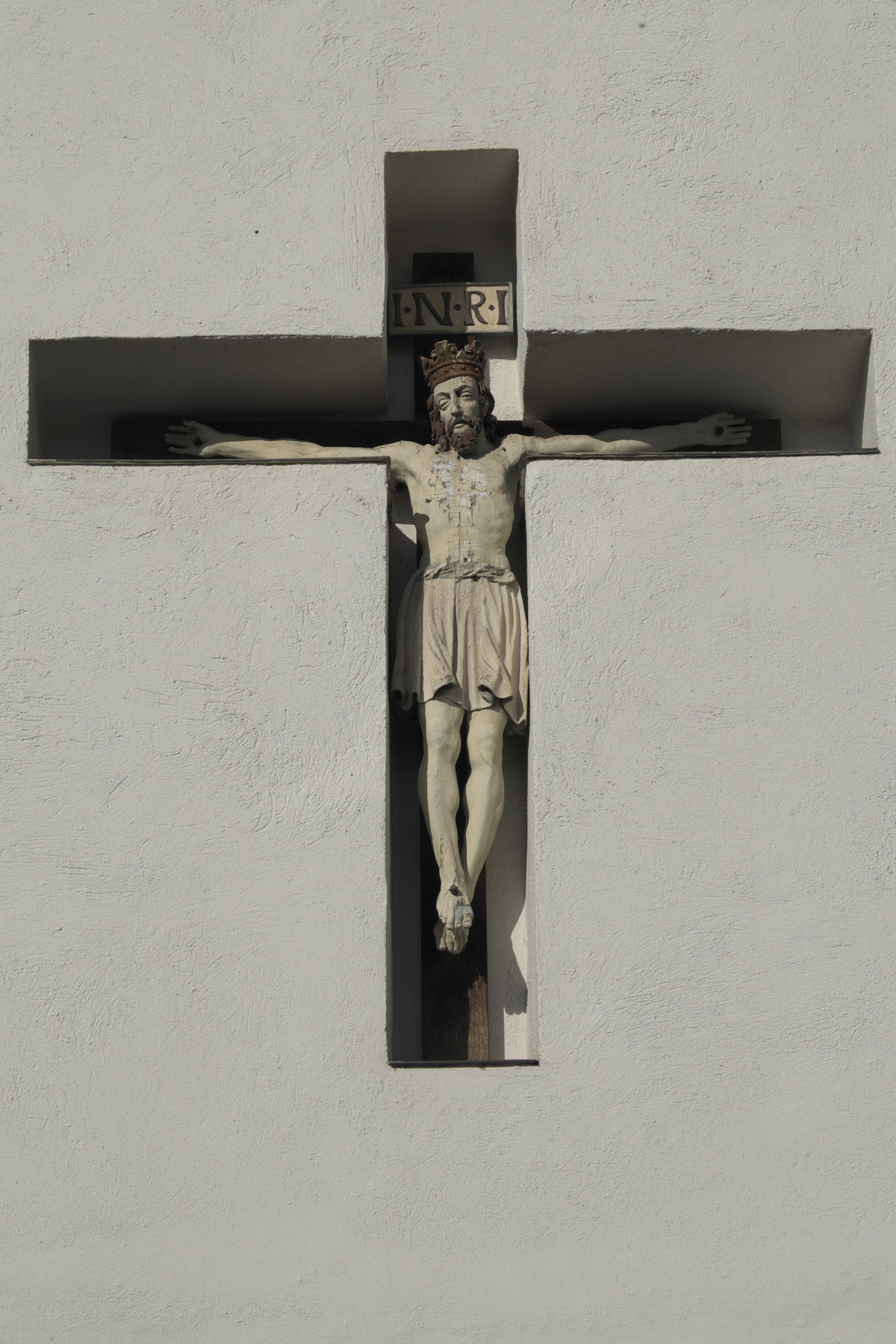
Nachbildung in Kreuzholzhausen

Für die Gottesdienste der Bruderschaft in München wurde eine Nachbildung des Forstenrieder Kruzifixes geschnitzt. Sie befindet sich in der Jesuitenniederlassung bei St. Michael.
Die Wallfahrtskirche Heilig Kreuz in Kreuzholzhausen bei Dachau erhielt 1642 nach dem Verlust einer Kreuzreliquie im Dreißigjährigen Krieg eine Nachbildung des Forstenrieder Kruzifixes, die statt der Kreuzreliquie zum Ziel der Wallfahrt wurde. Sie befindet sich dort im rechten Seitenaltar. Eine weitere Nachbildung ist in die südliche Außenwand der Kirche eingelassen.
Eine weitere Nachbildung des Forstenrieder Kruzifixes befindet sich im Kloster Seligenthal in Landshut. Sie entstand zur Zeit der späten Renaissance gegen Ende des 16. oder Anfang des 17. Jahrhunderts.

## Bildliche Darstellungen
Das Forstenrieder Kruzifix und die ihm zugeschriebenen Legenden wurden mehrfach bildlich dargestellt.
Im Chor der Kirche Heilig Kreuz in Forstenried hängen drei Gemälde:
- Ein Bild an der linken Chorwand zeigt in der Mitte das blutschwitzende Kruzifix mit dem vor ihm knienden Graf Heinrich. Links davon ist eine Phantasiedarstellung der Burg Andechs vor ihrer Zerstörung gezeigt, rechts davon die Burgruine.[16]
- Ein weiteres Bild an der linken Chorwand zeigt die Ankunft des Kruzifixes in Forstenried.[17]
- Ein etwas kleineres Votivbild an der rechten Chorwand zeigt, wie das Kruzifix bei dem Brand von 1775 zur Brandstelle gebracht wird.[18]

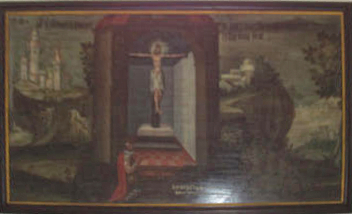
Das Kruzifix in Andechs
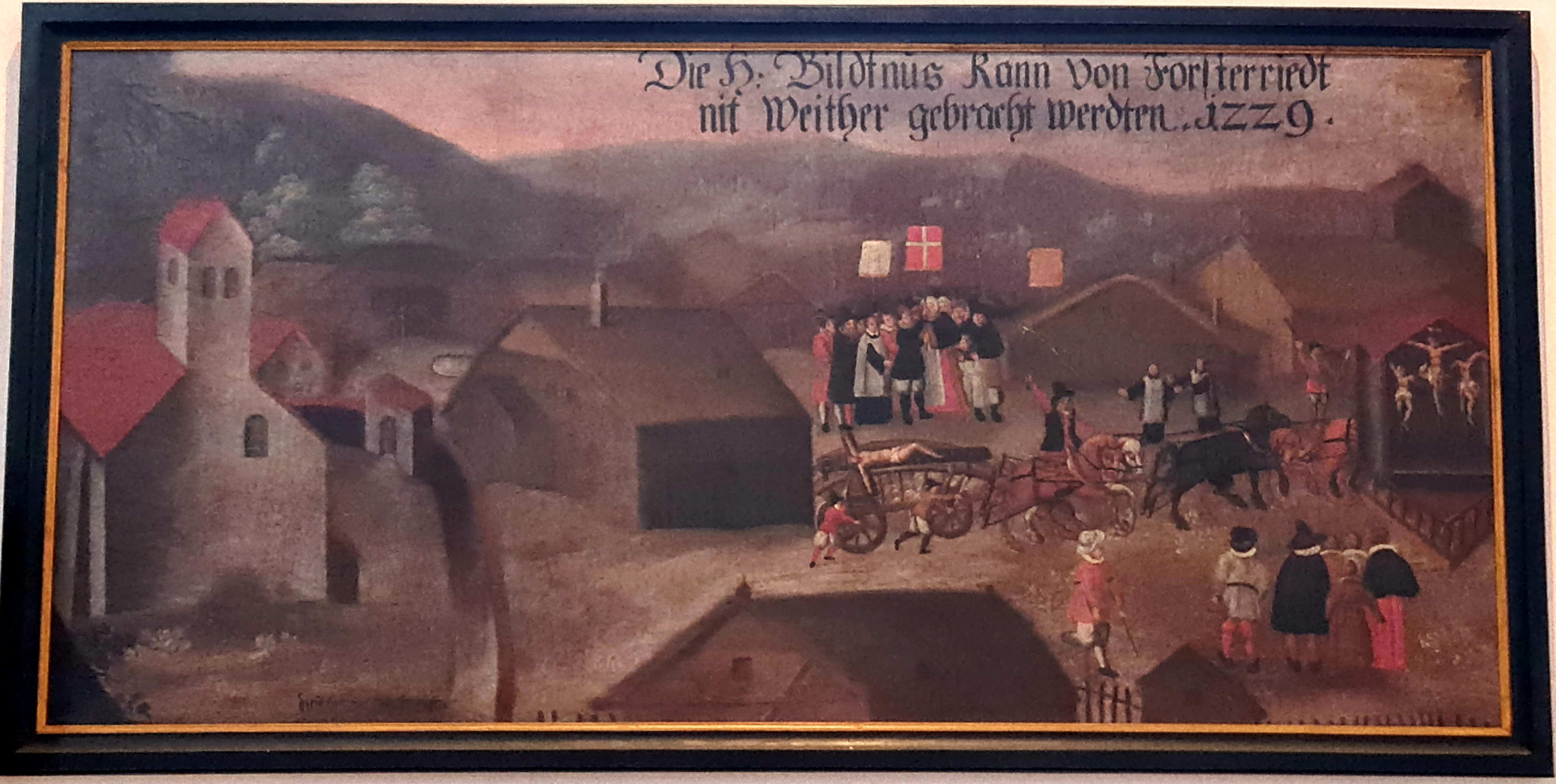
Ankunft des Kruzifixes in Forstenried
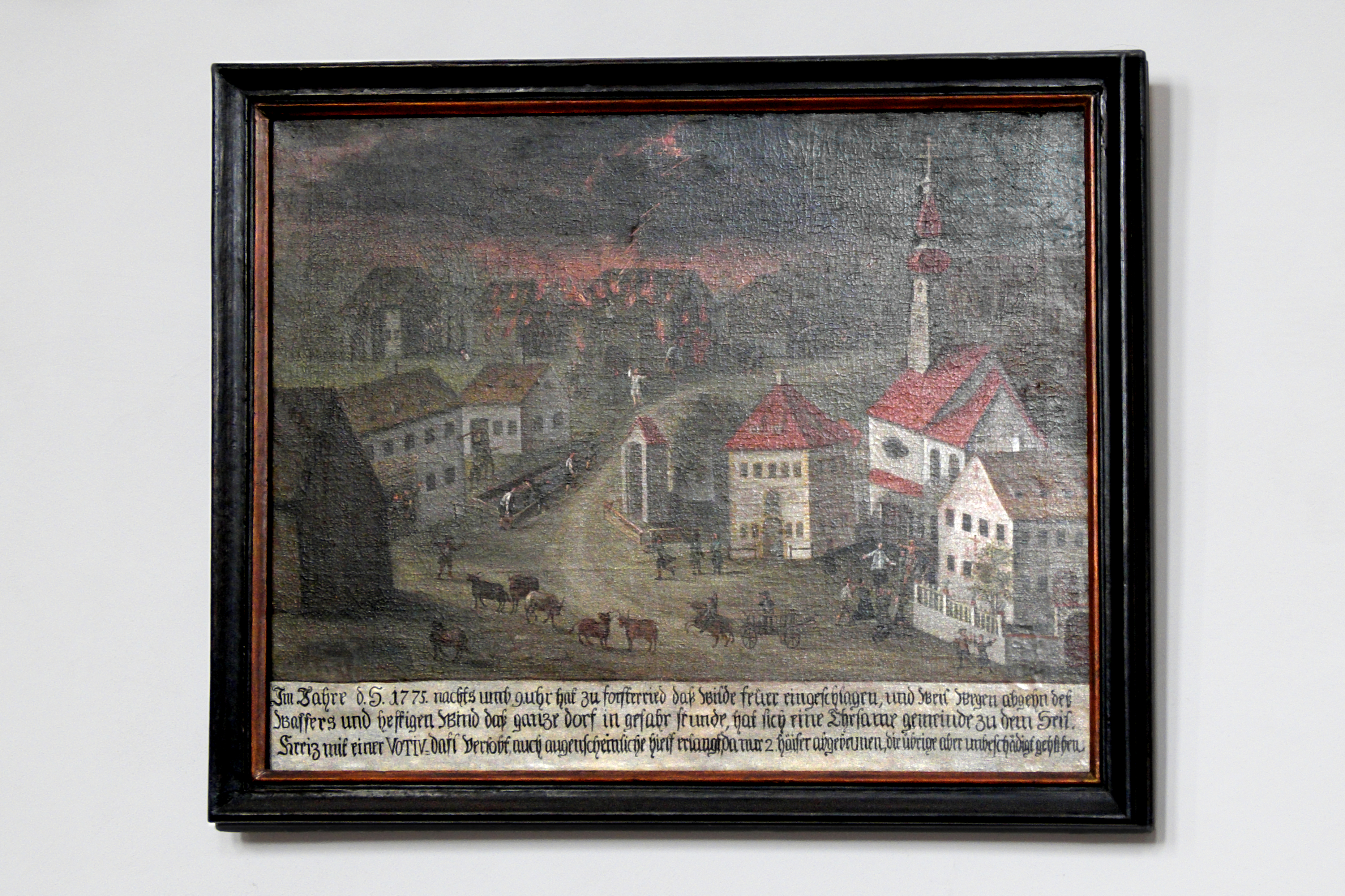
Das Kruzifix beim Brand von 1775

In der Klosterkirche Andechs zeigen zwei Bilder an den Seitenemporen Szenen aus der Legende des Forstenrieder Kruzifixes:
- Ein Bild an der linken Seitenempore zeigt Herzog Heinrich vor dem Blut schwitzenden Kruzifix.
- Ein Bild an der rechten Seitenempore zeigt den Transport des Kruzifixes auf einem Ochsenkarren nach Forstenried.

In der Heiligkreuzkirche in Hall in Tirol, die in der Nähe der früher den Grafen von Andechs gehörenden Burg Thaur liegt, zeigen fünf Bildtafeln mit erläuternder Bildunterschrift an der Orgelempore Szenen aus der Legende des Forstenrieder Kruzifixes:
- Das Kruzifix wird auf dem Berg Andechs aufgerichtet.[20]
- Das Kruzifix offenbart Gräfin Agnes, dass sie Königin von Frankreich werden wird.[21]
- Gräfin Mechtild krönt das Kruzifix mit einer Goldkrone.[22]
- Das Kruzifix schwitzt Blut.[23]
- Das Kruzifix wird nach Forstenried gebracht.[24]